# AD Arganda
Agrupación Deportiva Arganda is een Spaanse voetbalclub. Thuisstadion is het Estadio Municipal in Arganda del Rey. Het team speelt sinds 2009/10 in de Tercera División. AD Arganda is opgericht in 1964.

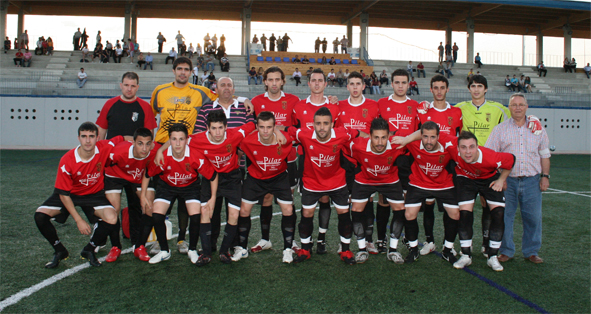
Team van 2009